# 삼호읍
삼호읍(三湖邑)은 대한민국 전라남도 영암군의 읍이다. 영암읍에서 서남쪽으로 30km정도 떨어져있고, 현대삼호중공업 본사가 있다.

## 개요
북쪽은 영산강을 사이에 두고 목포시와 전라남도청이 있는 무안군 삼향읍 남악리, 서쪽은 해남군 화원면, 동쪽은 학산면이 있다. 면사무소 소재지는 용앙리, 면적은 85.9km2이고 인구는 21,589명이다. 삼호읍은 목포시 옥암동과 연결하는 하굿둑의 건설과 대불국가산업단지조성, 세계 5위 조선소인 현대삼호중공업이 들어서서 급격하게 성장하게 되었다. 그리하여 2003년 5월 1일로 읍으로 승격되었다.
용당리에 해군 제3방어 전단사령부와 군공항으로 쓰이는 목포공항이 있고, 인근 산호리에 종합대학인 대불대학교가 있다. 또한 F1대회가 열리는 코리아 인터내셔널 서킷이 삼포리에 있다. 삼호읍은 인근 목포가 주생활권이며, 목포대교가 개통된 후에는 목포의존도는 더욱 심화되고 있다.

## 법정리
- 용앙리
- 삼포리
- 난전리
- 용당리
- 나불리
- 산호리
- 서호리
- 동호리
- 망산리
- 서창리

## 아파트
| 단지명                           | 건설사                    | 시행사           | 주소             | 주소   | 입주        | 비고     |
| -------------------------------- | ------------------------- | ---------------- | ---------------- | ------ | ----------- | -------- |
| 대불 금호타운                    | 아시아나항공㈜ 건설사업부 | 금호건설         | 대불주거로 160   | 대불리 | 1998년 10월 |          |
| 삼호대불산단 중흥S-클래스 리버티 | 중흥에스클래스㈜          | 중흥에스클래스㈜ | 대불주거6로 16   | 대불리 | 2019년 7월  | 분양전환 |
| 용앙휴먼시아 1단지               | 남광토건㈜                | 한국토지주택공사 | 삼호중앙로 214   | 용앙리 | 2009년 12월 | 국민임대 |
| 용앙휴먼시아 2단지               | 새한종합건설㈜            | 한국토지주택공사 | 삼호중앙로 222   | 용앙리 | 2011년 9월  | 국민임대 |
| 종원                             | ㈜종원건설                | ㈜종원건설       | 세가래1길 17     | 용앙리 | 1999년 1월  |          |
| 삼호렉시안                       | ㈜NS건설                  | ㈜NS건설         | 대불주거로 55-30 | 용앙리 | 2014년 1월  |          |
| 대불 렉시안파크뷰                | ㈜NS종합건설              | ㈜보배건설       | 대불주거8로 55   | 용앙리 | 2016년 5월  |          |
| 대불 렉시안파크타운              | ㈜NS종합건설              | NS종합건설       | 대불주거8로 16   | 용앙리 | 2023년 3월  |          |

## 연혁
- 1789년, 1912년 : 곤미현(昆湄縣)의 곤일종면(昆一終面)
- 1914년 4월 1일 : 행정구역 통 폐합, 삼호면으로 개편
- 2003년 5월 1일 : 삼호면에서 삼호읍으로 승격

## 교육
- 세한대학교
- 삼호중학교
- 삼호서중학교
- 삼호고등학교
- 삼호중앙초등학교
- 서창초등학교
- 대불초등학교
- 삼호서초등학교
- 용당초등학교
- 장전초등학교 (폐교) - 삼호읍 난전로 117 (삼포리)
- 은광학교
- 소림학교

## 교통
국도 제2호선이 지나가고 남해고속도로 서영암IC 근처에 있다. 영산강하굿둑의 정체현상으로 무영로인 무영대교가 건설되었고, 현재 목포대교가 건설이 완료되어 개통되었다.

## 공공기관
- 영암소방서
- 삼호읍행정복지센터
- 삼호우체국
- 영암우편집중국
- 목포세관

## 국제대회
- 포뮬러 원 : F1
- 기간 : 2010~ (7년간)
- 장소 : 코리아 인터내셔널 서킷(삼호읍 삼포리)
- F1 코리아 그랑프리 사이트 보관됨 2010-11-18 - 웨이백 머신